# Felgueiras (Fafe)
Felgueiras is een plaats (freguesia) in de Portugese gemeente Fafe en telt 135 inwoners (2001).

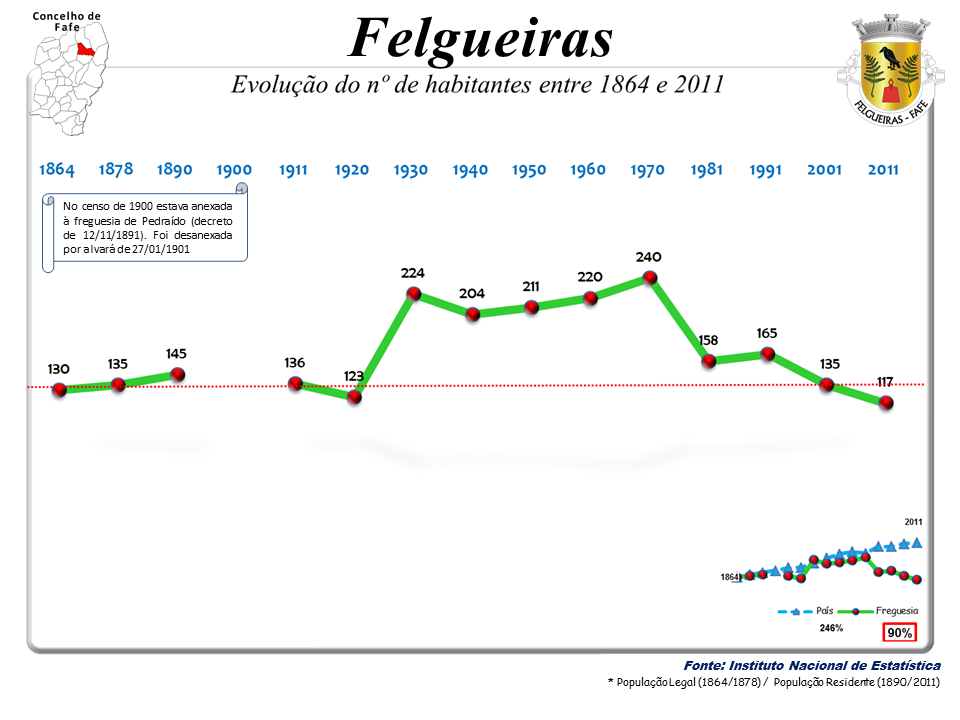
Bevolkingsontwikkeling tussen 1864 en 2011